# Sentier de grande randonnée 44
Le sentier de grande randonnée 44 (GR 44) relie Les Vans à Champerboux (commune de Sainte-Enimie). Il traverse les départements de l'Ardèche, du Gard et de la Lozère.

## Le parcours
Dans l'Ardèche
 Les Vans
 Brahic (Les Vans)
   La tranchée de Malons
 Le col du Mas de l'Ayre (846 m)
Dans la Lozère
 Villefort
 L'Habitarelle (Altier)
 Villespasses (Altier)
 Pigeyre (Altier)
 Le col Bourbon (1091 m)
 Cubiérettes
 Neyrac
 Le col Santel (1195 m)
 Le Bleymard
 Mas-d'Orcières
 Oultet (Saint-Julien-du-Tournel)
 Les Laubies
 La Fage (Saint-Étienne-du-Valdonnez)
 Le col de Montmirat (1046 m)
 Montmirat
 Les Cheyrouses (Ispagnac)
 Sauveterre
 Champerboux (Sainte-Enimie)

## Photos

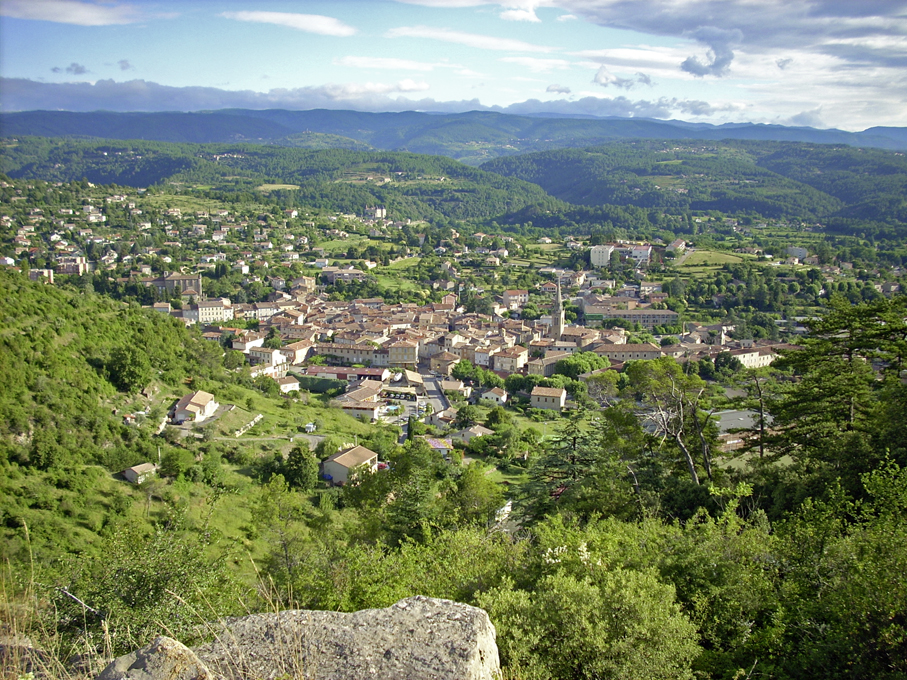
– Les Vans –
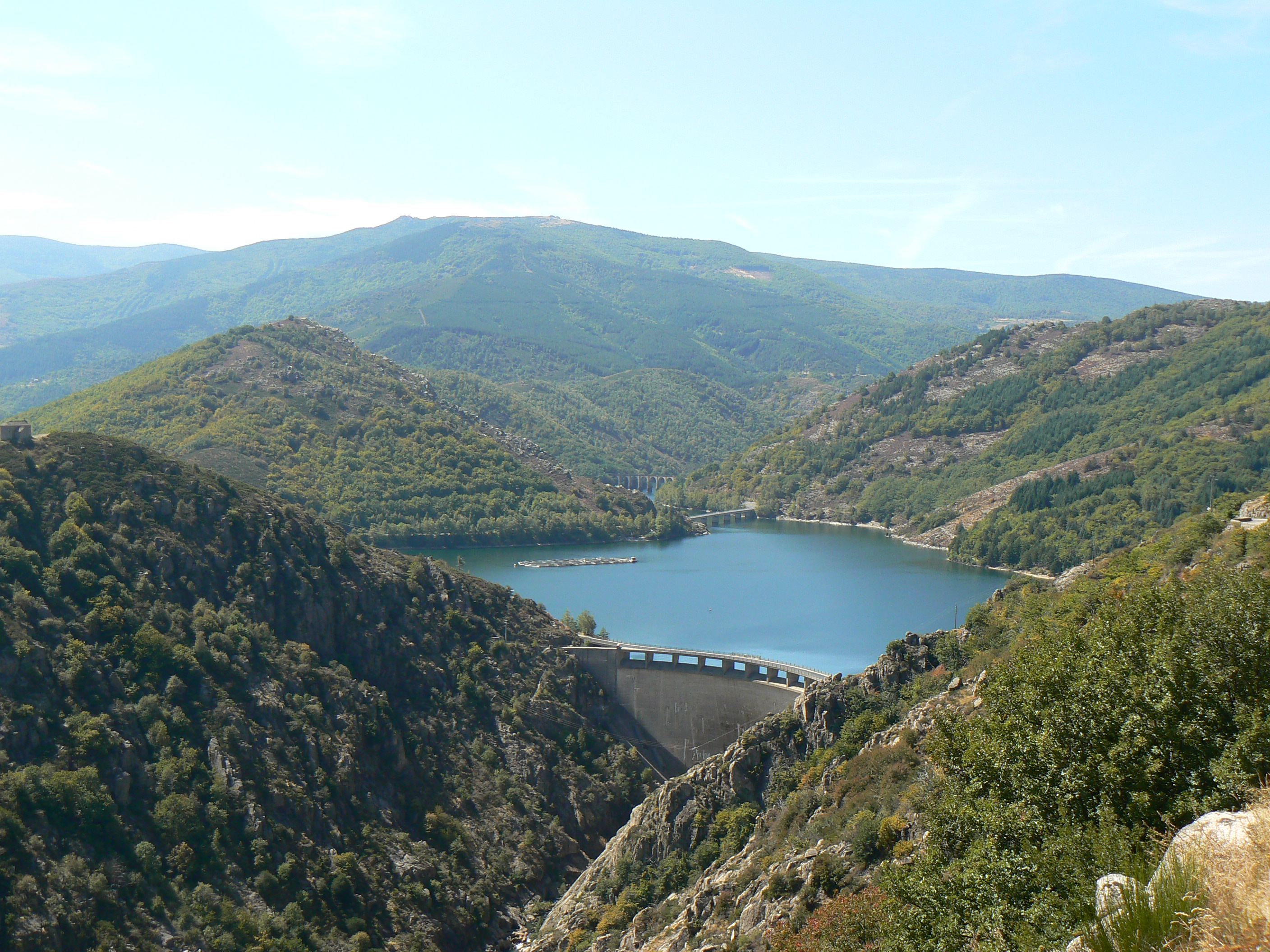
– Villefort – Barrage et lac
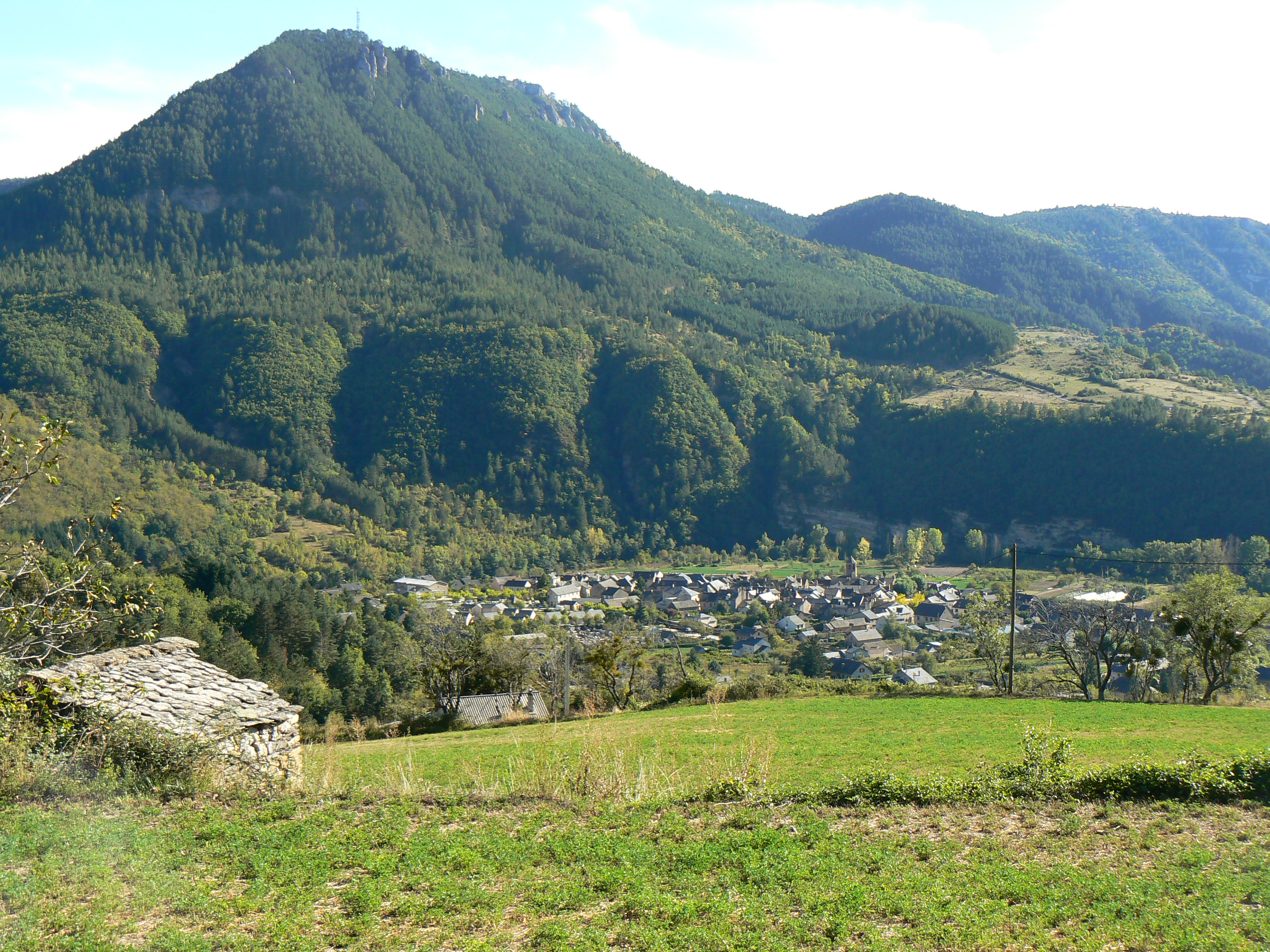
– Ispagnac –
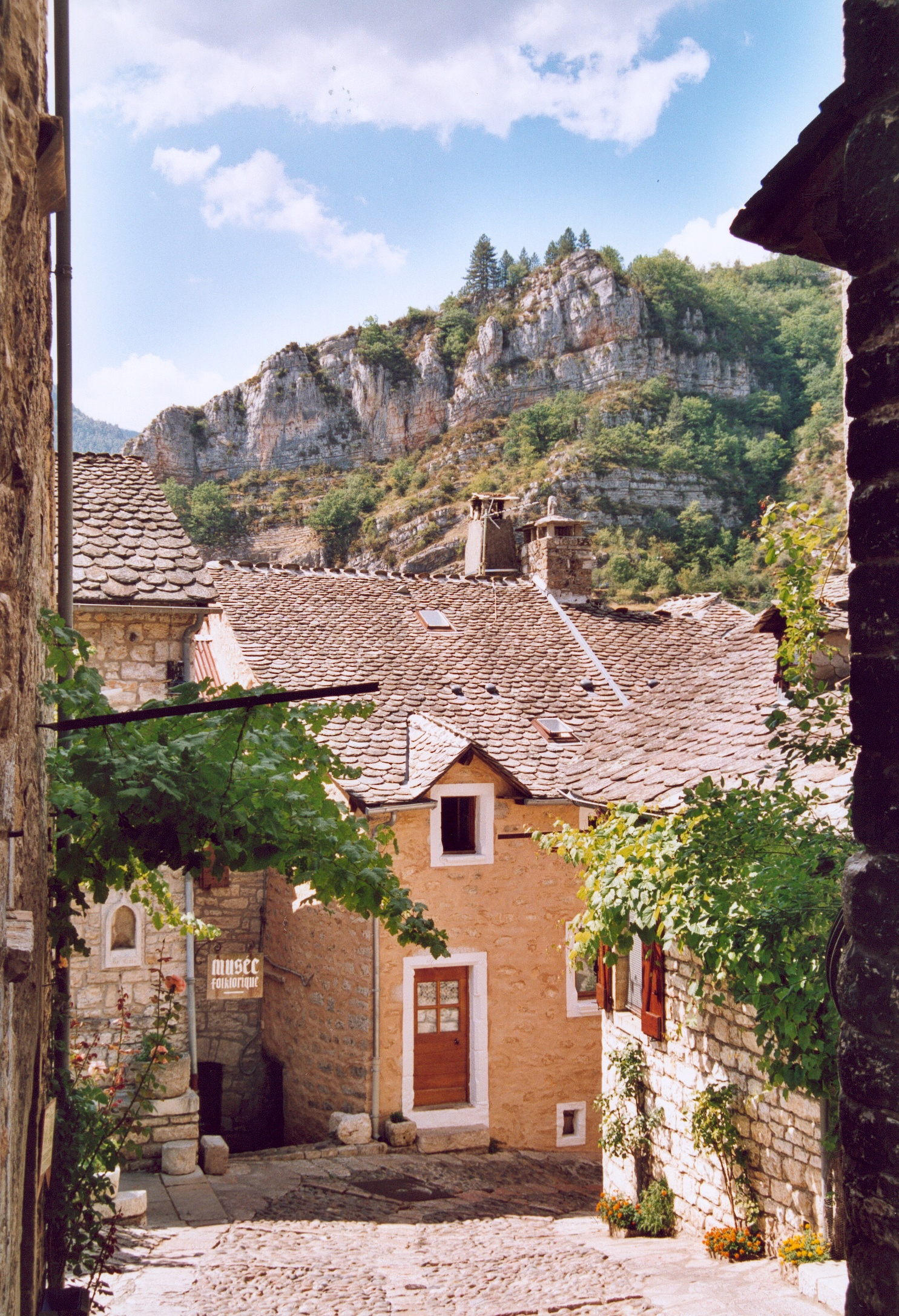
– Sainte-Enimie –